# 室女座ET
室女座ET，又名BD-15 3817，HD 123934、SAO 158401、HR 5301，是室女座的一颗恒星，视星等为4.91，位于銀經329.16，銀緯42.49，其B1900.0坐标为赤經14h 5m 22.6s，赤緯-15° 42.49′ 47″。